# Alf Marholm
Alf Marholm (nato Alfons Stoffels; Oberhausen, 31 maggio 1918 – Ittenbach, 24 febbraio 2006) è stato un attore e doppiatore tedesco.

## Biografia
Alf Marholm dopo gli studi nella città natale, dal 1938 recita al Theater Oberhausen. Nel 1952 interpreta ilsuo primo film Postlagernd Turteltaube.
E' interprete di diverse serie televisive e film che danno notorietà all'attore: S.O.S. York! (1959), Edgar-Wallace-Filme Il cerchio rosso (1960) e Die Bande des Schreckens (1960), La sciarpa (1962), Der Stoff aus dem die Träume sind (1972), Die Frau in Weiß (1971), Le avventure del barone Von Trenck (1972). Nel 1981 interpreta il film Preußische Nacht. Recita per la serie La clinica della Foresta Nera dal 1985 al 1989. Anche in Auf Achse, Percy Stuart, Cliff Dexter, Eurogang, Sherlock Holmes, L'ispettore Derrick, Der Alte, Tatort o Amici per la pelle (1992).
Nel 2005 recita in Die Schwarzwaldklinik – Die nächste Generation.
Doppia anche attori come Guy Trejean, Ivor Dean, Robert Morley, Leo McKern, Howard Da Silva, Bernard Blier, Brian Aherne, Michel Simon e altri.
Muore nel 2006 a 87 anni, viene sepolto al cimitero di Waldbreitbach (Landkreis Neuwied).

## Audio interprete (parziale)
- 1951: Francis Durbridge: Paul Temple und der Fall Curzon – Regia: Eduard Hermann (NWDR Köln)
- 1953: Francis Durbridge: Paul Temple und der Fall Vandyke – Regia: Eduard Hermann (NWDR Köln)
- 1953: Emil Gurdan: Sie klopfen noch immer – Regia: Eduard Hermann (NWDR Köln)
- 1956: Francis Durbridge: Paul Temple und der Fall Madison – Regia: Eduard Hermann (WDR)
- 1956: Josef Martin Bauer: So weit die Füße tragen – Regia: Franz Zimmermann (WDR)
- 1958–63: Ellis Kaut: Geschichten vom Kater Musch (Hörspielserie; Hauptrolle als Anton Pfister) – Regia: Fritz Peter Vary u. a. (WDR)
- 1964: Ernst Hall: Glocken des Todes – Regia: Rolf von Goth (WDR)
- 1966: Francis Durbridge: Paul Temple und der Fall Genf – Regia: Otto Düben (WDR)
- 1966: Rex Stout: Die Orchideenparty (Orchideen für 16 Mädchen) – Regia: Hermann Pfeiffer (WDR)
- 1967: Roger Dixon: Der Dämon von Korawa – Regie: Curt Goetz-Pflug (WDR)
- 1968: Jules Verne: Ein Tag aus dem Leben eines amerikanischen Journalisten im Jahre 2889 – Regia: Otto Düben (WDR)
- 1970: Hans Daiber: Die Lockung – Regie: Tibor von Peterdy (DW)
- 1970: Ray Bradbury: Fahrenheit 451 – Regia: Günther Sauer (WDR) (DHV ISBN 3-89584-219-2)
- 1971: Ror Wolf: Auf der Suche nach Dr. Q (1. Teil: Der Chinese am Fenster) – Regia: Raoul Wolfgang Schnell (WDR/HR)
- 1972: Jochen Ziem: Okke Dillens letzter Bericht – Regia: Günther Sauer (WDR)
- 1983: Carl Dietrich Carls: Fälle der Vergangenheit: Bekenntnisse einer Giftmischerin – Regia: Elmar Boensch (WDR)
- 1985: Georges Simenon: Der Verdächtige – Regia: Walter Adler (WDR)
- 1986: Eva Maria Mudrich: Die lange Nacht – Regia: Elmar Boensch (WDR)
- 1988: Raymond Chandler: Der Mann, der Hunde liebte – Regia: Hermann Naber (SWF/NDR)
- 1989: Dada (WDR)
- 1991: Anthony Burgess: Das Treffen in Valladolid – Regia: Hans Gerd Krogmann (DLF)
- 1992: Eric Ambler: Nachruf auf einen Spion (1. Teil: Der Staatenlose und 3. Teil: Schlangen, Wölfe und Ratten) – Regia: Walter Adler (WDR)
- 1997: Robert Louis Stevenson: Dr. Jekyll und Mr. Hyde – Regia: Annette Kurth (WDR)
- 1999: Ken Follett: Die Säulen der Erde (9 parti) – Regia: Leonhard Koppelmann (Hörspiel – WDR)
- 2005: Axel Dahm: Schokobär und Marzihäschen – Ein Wintermärchen (Tschirren ISBN 3-936700-05-2)
- Francis Durbridge: Paul Temple und der Fall Curzon, DAV ISBN 3-89940-202-2
- Francis Durbridge: Paul Temple und der Fall Vandyke, DAV ISBN 3-89813-316-8

## Filmografia (parziale)
- 1954: Die goldene Pest
- 1956: Viele kamen vorbei
- 1957: Die Freundin meines Mannes
- 1958: Schwarze Nylons – Heiße Nächte
- 1959: S.O.S. York!
- 1959: Lockvogel der Nacht
- 1960: Der rote Kreis
- 1960: Die Bande des Schreckens
- 1961: Inspektor Hornleigh greift ein... – Der Schuss fiel gegenüber
- 1962: Das Halstuch
- 1966: Der Mann aus Melbourne
- 1967: Kennwort Kettenhund
- 1968: Sherlock Holmes – Die Bruce-Partington-Pläne
- 1971: Die Frau in Weiß
- 1972: Der Stoff aus dem die Träume sind
- 1972: Und der Regen verwischt jede Spur
- 1973: Alle Menschen werden Brüder
- 1974: Der Monddiamant
- 1975: Eurogang
- 1976: Freiwillige Feuerwehr
- 1976: Anita Drögemöller und die Ruhe an der Ruhr
- 1976: Die Unternehmungen des Herrn Hans
- 1977: Tatort: Kassensturz
- 1977–1986: L'ispettore Derrick (10 ep.)
- 1977–1988: Der Alte (9 ep.)
- 1977: Unendlich tief unten
- 1978: Son of Hitler
- 1979: Tatort: Mitternacht, oder kurz danach
- 1979: Tatort: Die Kugel im Leib
- 1979: Nathan der Weise
- 1981: Auf Achse – Der Wüstenkoller
- 1982–1985: Polizeiinspektion 1 (3 ep.)
- 1983: Kommissariat 9 – Retter in der Not
- 1985–1989: La clinica della Foresta Nera (47 ep.)
- 1990: Die glückliche Familie
- 1994: Lutz & Hardy
- 1995: Kommissar Klefisch
- 1995: Freunde fürs Leben